# 키더민스터 해리어스 FC
키더민스터 해리어스 풋볼 클럽(Kidderminster Harriers Football Club)은 잉글랜드 우스터셔주 키더민스터를 연고로 하는 축구 클럽이다. 현재는 내셔널리그 사우스에 참가하고 있다.

## 선수 명단

### 현역
참고: FIFA 자격 규정에 따라 소속된 국가대표팀 국기를 표시합니다. 선수는 복수의 FIFA 비회원국 국적을 가지고 있을 수 있습니다.
| 번호 | 포지션 | 국적 | 이름 |
| ---- | ------ | ---- | ---- |

| 번호 | 포지션 | 국적         | 이름            |
| ---- | ------ | ------------ | --------------- |
| 19   | MF     | 아프가니스탄 | 마지아르 코흐야 |

## 역대 감독
| 감독      | 임기        |
| --------- | ----------- |
| 얀 묄뷔   | 1999 ~ 2002 |
| 얀 묄뷔   | 2003 ~ 2004 |
| 필 브라운 | 2024 ~      |